# غايا ساباتيني
غايا ساباتيني (ولدت في 10 يونيو 1999) هي عداءة إيطالية في سباقات المسافات المتوسطة، فازت في الميدالية الذهبية في سباق 1500 متر في بطولة أوروبا لألعاب القوى تحت 23 سنة 2021. فازت بثلاثة ألقاب وطنية إيطالية هي أيضًا صاحبة الرقم القياسي الإيطالي في سباق 1000 متر، مثلت إيطاليا في الألعاب الأولمبية الصيفية 2020 في طوكيو، حيث تنافست في سباق 1500 متر.
في بطولة اختراق الضاحية الأوروبية 2022 في تورينو، ركضت في سباق التتابع المختلط 4 × 1500 متر، ليحقق أول فوز لإيطاليا على الإطلاق في هذا الحدث.